# Hoh Xil
Hoh Xil ili Kekexili (kineski: 可可西里, Hoh Xil, mongolski:	ᠬᠥᠬᠡ ᠰᠢᠯ Хөх шил; što znači „Plavi greben”), poznat i kao  Aqênganggyai (tibetski: ཧོ་ཧོ་ཞི་ལི, kineski: 阿卿贡嘉, što znači „Gospodin od deset tisuća planina”) je izolirana regija na sjeverozapadnom dijelu tibetske visoravni u kineskoj pokrajini Qinghai. God. 2017. upisan je na UNESCO-ov popis mjesta svjetske baštine u Aziji kao „najveća i najviša visoravan na svijetu”.

## Zemljopisne odlike
Hoh Xil pokriva oko 83.000 km² i ima prosječnu nadmorsku visinu od 4.800 m, te se pruža od jugoistočne granice pokrajine Xinjiang do gorja Tanggula i Kunlun na sjeverozapadu tibetske autonomne regije. Željeznička pruga Qingzang prolazi rubom Hoh Xila u Qinghaiju.
Geološki Hoh Xil je vulkanskog podrijetla i okružuju ga ugasli vulkani iz kasnog kenozoika (Bamaoqiongzong, Yongboh, Qiangbaqian, Kekexili i dr.) koji nisu aktivni još od prapovijesti.
Jugoistočni dio Hoh Xila pripada slivu rijeke Chumar koja je jedna od glavnih pritoka rijeke Jangce. Ostatak visoravni je endoreički bazen u kojemu se vode zadržavaju u brojnim izoliranim jezerima, te se često naziva „Hoh Xil jezersko područje”

## Bioraznolikost
God. 1995., 45.000 km² Hoh Xila, prosječne nadmorske visine od 4.600 m, proglašeno je za državni prirodni rezervat. U njemu se uglavnom nalaze stape i planinsko bilje, a tijekom godine dominiraju temperature ispod ništice. Usprkos oštroj klimi, Hoh Xil je dom za više od 230 vrsta životinja. Njegova bioraznolikost je jedinstvena s više od trećine endemičnih biljaka, dok su svi sisavci-biljojedi endemični ovoj visoravni. Njih 20 vrsta su pod državnom zaštitom, kao što su: divlji jak, divlji magarac, smeđi medvjed i dr. Cijela migracijska ruta endemične tibetske antilope (Pantholops hodgsonii) se nalazi unutar visoravni.
- Panorama visoravni Hoh Xil
- Pogled na jedan od vodenih tokova
- Polja cvijeća u Qinghaiju
- Cvijeće na visoravni
- Lokalni pojoprivrednici

## Vanjske poveznice
- A Journey to Hoh Xil--A Diary of an Environmental Volunteer  Arhivirana inačica izvorne stranice od 3. ožujka 2016. (Wayback Machine) (engl.)